# فهرست زندانیان ایرانی در زندان گوانتانامو
مطابق اطلاعات منتشرشده توسط وزارت دفاع آمریکا و نشریه نیویورک تایمز، ۳ شهروند ایرانی در بازداشتگاه گوانتانامو زندانی بوده‌اند. هر ۳ این زندانیان آزاد شده‌اند که ۲ نفر آن‌ها به ایران و یک نفر به افغانستان منتقل شده‌اند. طبق اسناد هیچ‌یک از ۳ زندانی با القاعده یا طالبان ارتباطی نداشته‌اند.

## فهرست
| شمارهٔ زندانی | نام          | تاریخ تولد  | محل تولد | تاریخ ورود   | تاریخ خروج    | محل انتقال |
| ------------ | ------------ | ----------- | -------- | ------------ | ------------- | ---------- |
| ۵۵۵          | جعفر میرزایی | ۱۹۷۹        | زاهدان   | ۵ مه ۲۰۰۲    | ۱۱ اکتبر ۲۰۰۶‏ | ایران      |
| ۶۲۳          | بختیار بامری | ۱۹۸۲        | دامون    | ۱۸ ژوئن ۲۰۰۲ | ۳۱ مارس ۲۰۰۴‏  | افغانستان  |
| ۶۷۶          | محمدانور کرد | ۳ مارس ۱۹۷۹ | زاهدان   | ۱۲ ژوئن ۲۰۰۲ | ۱۹ اوت ۲۰۰۵‏   | ایران      |